# Maestro di Ozieri

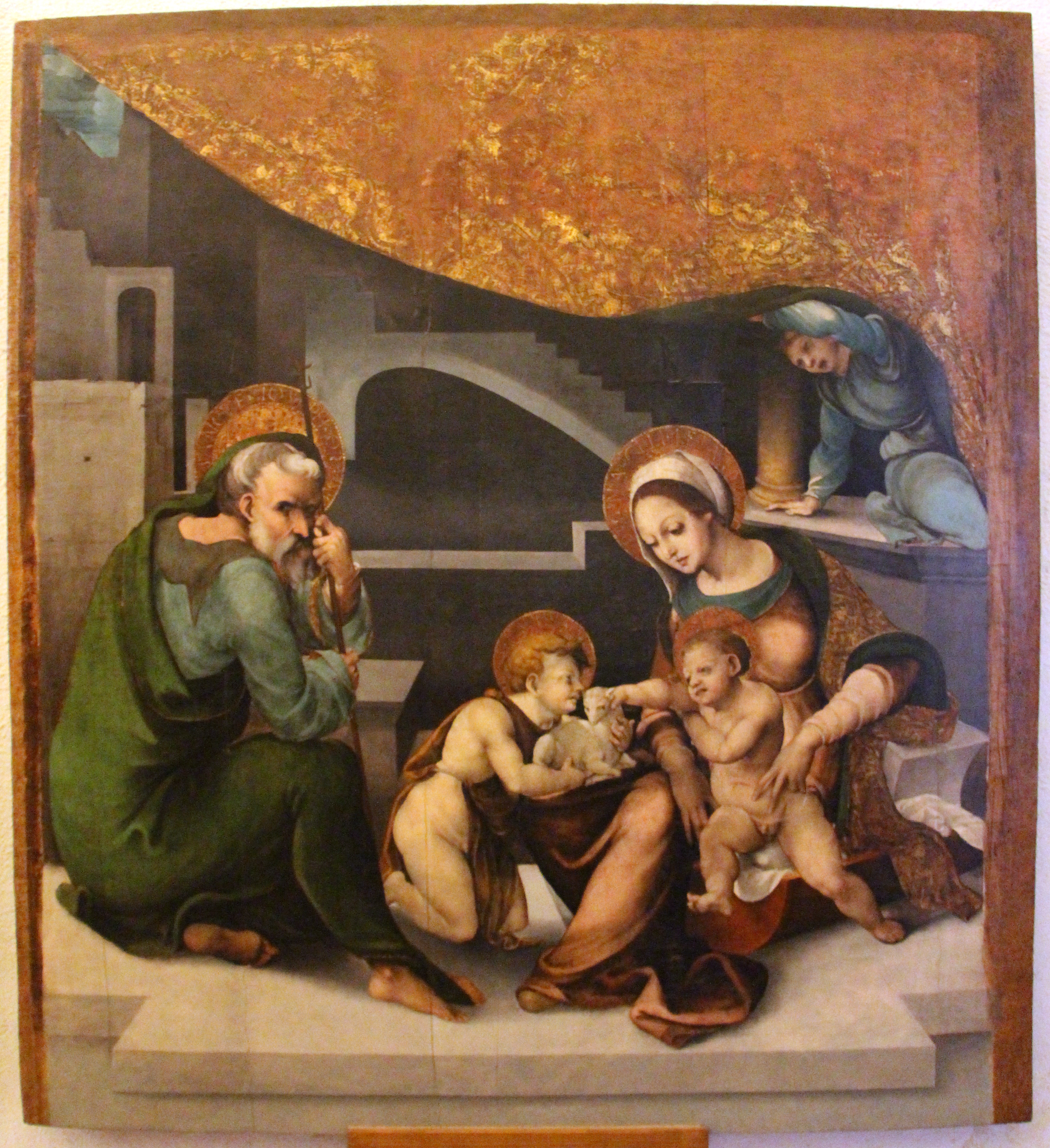
Sacra famiglia, (XVI secolo), Pinacoteca Giovanni Spano, Ploaghe

Il Maestro di Ozieri, identificato da alcuni studiosi come Andrea Sanna, testimoniato in una iscrizione, quando gli fu commissionato il polittico di Benetutti, "Andria Sanna pintore de Otieri" (Ozieri, XVI secolo – Ozieri, XVII secolo), è stato un pittore italiano, caposcuola di una corrente manierista nata e sviluppatasi nel nord Sardegna durante la prima metà del XVI secolo, la cui pittura mostra influenze spagnole e fiamminghe.

## Storia e opere
Dell'artista non c'è alcuna documentazione, di certo ha agito tra il XV e il XVI secolo. Tra le opere attribuite al maestro, le più significative sono i retabli nell'aula Capitolare della Cattedrale dell'Immacolata a Ozieri, in particolare il Retablo di Nostra Signora di Loreto e il polittico, diviso in sette scomparti, della Madonna di Loreto. Il ciclo pittorico della chiesa di Sant'Elena a Benetutti.
Una Crocefissione custodita nel Museo Sanna a Sassari Nella Pinacoteca Giovanni Spano a Ploaghe è esposta una Sacra famiglia.
Nel 1930 lo storico dell’arte tedesco Hermann Voss, aveva attribuito alcune Crocifissioni, confluite nel corpus del pittore, segnalando l’eterogeneità del linguaggio: le cromie che guardano in direzione nordica, con riferimento privilegiato a Matthias Grünewald. Rilevava anche riferimenti all'opera di Lucas Cranach, e ai paesaggi di Joachim Patinir e Jan van Scorel.
Lo studioso Gian Gabriele Cau attribuisce a Sanna il Retablo di San Sebastiano del 1602, commissionato dai nobili olianesi Monserrato Tolo e sua moglie Andreana Satta Manca, per essere collocato nella cappella intitolata a San Sebastiano nella chiesa di Santa Maria Assunta di Oliena. Dell'opera rimane solo la tavola raffigurante la Madonna di Montserrat con Bambino e San Giuseppe, facente parte di una collezione privata a Roma.